# Ramón Pérez de Ayala
Ramón Pérez de Ayala y Fernández del Portal (Oviedo, 7 de agosto de 1880-Madrid, 5 de agosto de 1962) fue un escritor, columnista, político y embajador español.

## Biografía
Nació en Oviedo y fue bautizado en la iglesia de San Isidoro. Su padre, Cirilo Pérez Ayala, oriundo de Tierra de Campos, de Valdenebro de los Valles, provincia de Valladolid —en sus novelas hace referencia a esta zona y el modo de vida que llevaban los lugareños en aquella época—, fue un comerciante de textiles que en su juventud se trasladó a vivir a Gijón y Oviedo y también residió una breve temporada en Cuba. 
En su primera infancia perdió a su madre asturiana, Carmen Fernández Viña. Siempre se resintió de esta orfandad, padeciendo soledad y miserias afectivas derivadas, además, de estar la mayor parte de su mocedad interno en colegios de la Compañía de Jesús, San Zoilo en Carrión de los Condes e Inmaculada en Gijón. Así consiguió un gran caudal de conocimientos humanísticos, debidos en parte al único profesor con el que simpatizó, el erudito Julio Cejador y Frauca, a la sazón incómodo huésped en una orden que no tardaría en abandonar. El anticlericalismo que le inspiró la educación jesuítica está plasmado en su novela autobiográfica A.M.D.G., cuyo título hace alusión al lema Ad maiorem Dei gloriam, propio de la Compañía de Jesús.
Estudió el bachillerato en Oviedo y Logroño, y durante estos años se aficionó al dibujo y la lectura. En 1895 emprende su carrera universitaria, estudiando Derecho en la Universidad de Oviedo bajo la protección de Leopoldo Alas "Clarín", cuyo magisterio se dejará sentir profundamente en Pérez de Ayala. Allí entró en contacto con los pensadores del krausismo, entre ellos Rafael Altamira, Adolfo Posada y otros. Dispuso de la excelente biblioteca del marqués de Valero de Urría, hombre de gran cultura que le ayudó en su formación literaria y en el conocimiento de las lenguas clásicas. Por entonces se deja melenas y viste con chaleco y monóculo como un dandi y exhibe una personalidad volteriana y liberal. Le atrae tanto el regeneracionismo de sus mentores como el decadentismo estético de la Europa de preguerra. Aborrece el conservadurismo burgués de la ciudad de Oviedo, que en su obra aparece bajo el nombre de «Pilares». Otras denominaciones encubren en su obra literaria lugares y personajes reales: «Noreña» es Cenciella; «Novillo» es el presidente de la diputación Corbera en Belarmino y Apolonio y «Pía Octava Cioretti» en La pata de la raposa es Natalia Perotti, viuda de Martín Escalera.

En los últimos cursos de su carrera se refirma su vocación literaria; escribe algún artículo para la prensa local, se cartea con Valle Inclán y Azorín, y manda textos críticos y mordaces a El Porvenir de Asturias, criticando, entre otros, al obispo Martínez Vigil, lo que le acarrea numerosas respuestas ofensivas. En octubre de 1901 recibe su licenciatura en Derecho. 

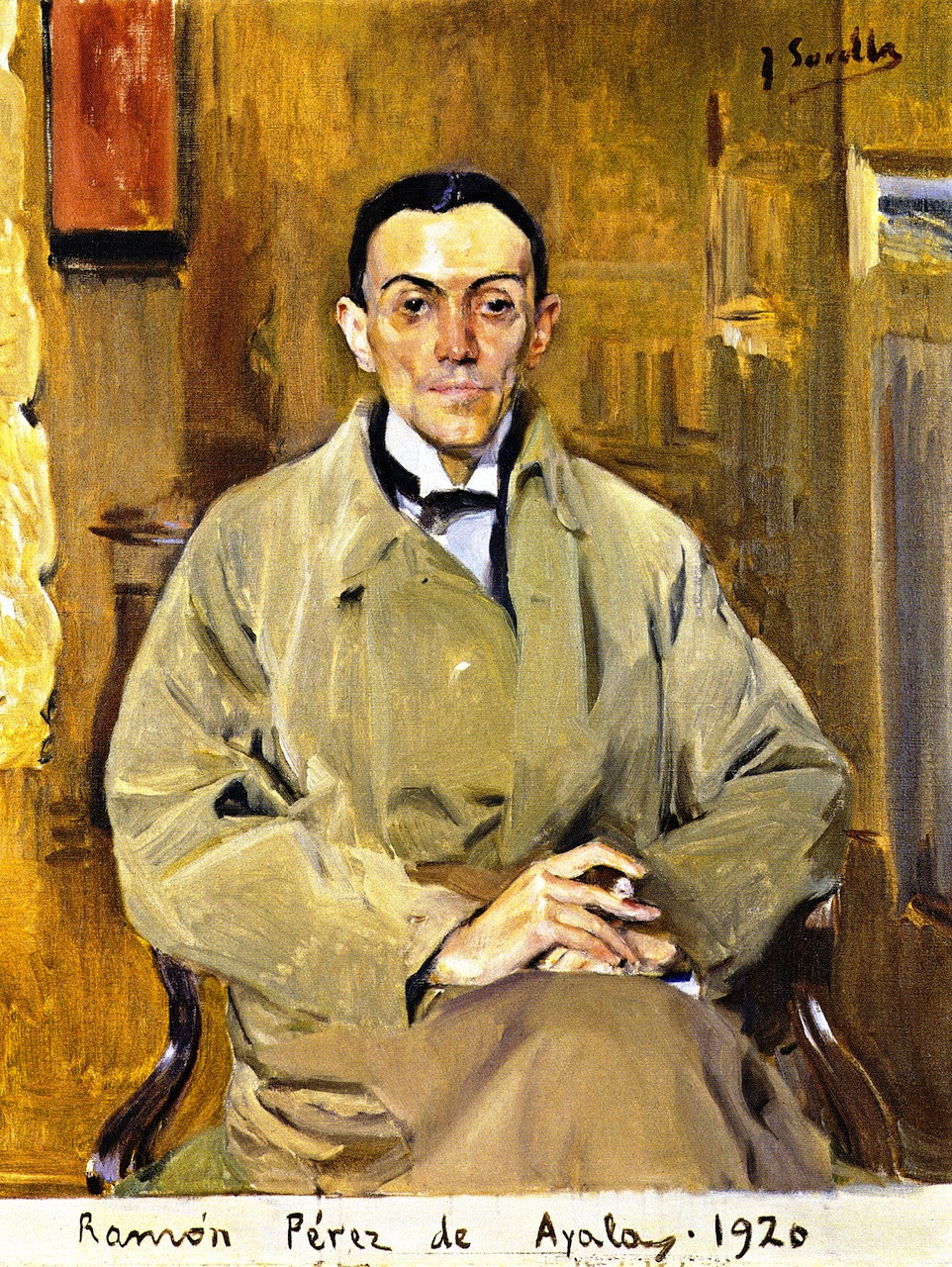
Retratado por Sorolla en 1920

Se traslada a Madrid para hacer el doctorado, animado también por sus inquietudes literarias y políticas. Asiste a las clases de Giner de los Ríos y de Gumersindo Azcárate y a través de ellos inicia su relación con la Institución Libre de Enseñanza. El ovetense Pedro González Blanco le puso en contacto con los modernistas de Madrid, como Jacinto Benavente, Francisco Villaespesa, Mariano Miguel de Val, Gregorio Martínez Sierra, Juan Ramón Jiménez, Ramón María del Valle-Inclán y José Martínez Ruiz «Azorín». Asiste a cursos, conferencias y tertulias y conoce a muchos escritores de primer nivel, como Pío Baroja, Antonio Machado y Miguel de Unamuno.
Conoce a José Ortega y Gasset, entonces estudiante de Filosofía y Letras, un poco más joven que Ramón y con quien entabla una profunda amistad  que durará toda su vida. Por mediación de Ortega y Gasset publica en El Imparcial, dirigido por su padre, dos artículos en el suplemento literario del periódico.
En 1902 El Progreso de Asturias imprimió por entregas su primera novela, Trece dioses. Fragmentos de las memorias de Florencio Flórez, muy en la órbita decadentista del Valle-Inclán de las Sonatas. En 1903 funda con los Martínez Sierra, Gregorio Martínez Sierra y María Lejárraga, Helios. Revista del Modernismo. A partir de 1904 empieza a colaborar también en El Imparcial y ABC. Conoce y trata a Rubén Darío, con el que visita Asturias, y al hispanista inglés Robert Cunninghame Graham, con quien mantuvo una gran amistad y que le animó a trasladarse a Gran Bretaña.
Pérez de Ayala marcha a Londres en 1907 para huir del escándalo provinciano que se monta al publicarse su novela Tinieblas en las cumbres, iniciada dos años antes con otro título, Eclipse de sol; allí se mantiene con la ayuda de su padre y la corresponsalía periodística de publicaciones como El Imparcial, ABC o La Nación. En 1908 se entera de la ruina y suicidio de su padre como consecuencia de una quiebra. Se traslada a Oviedo e intenta durante varios meses rehacer el negocio familiar. Cuando considera que vuelve a funcionar, deja todo en manos de sus hermanos y decide marchar de nuevo a Madrid para continuar con su carrera literaria.

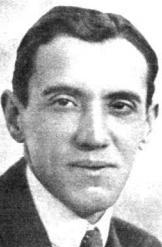
En Mundo Gráfico (1931)

Comparte ideas radicales con su amigo Azorín, al que sirvió de «negro», como López Pinillos, cuando este se sumió en una crisis depresiva. Viajó por Francia, Italia, Inglaterra, Alemania y Estados Unidos.
En 1911 se trasladó a Florencia con una beca del Estado para realizar estudios de arte. Allí conoció a la estadounidense Mabel Rick, estudiante de canto, Después de su estancia en Florencia, Pérez de Ayala vuelve a Madrid y viaja a Múnich para continuar sus estudios de arte y estética. Vuelve a España y viaja hasta Nueva York y Allentown, la ciudad de Pensilvania donde vive Mabel, con la que se casó en enero de 1914. Tuvieron dos hijos, Juan y Eduardo.
Fue corresponsal de guerra durante la del 14 para La Prensa de Buenos Aires. En 1916 estuvo en el frente bélico en Italia, siguiendo el curso de la guerra. De su visita a los campos de batalla surgió su obra Hermann encadenado (1917), en la que ataca la política alemana. Se sumó a la Liga Antigermánica, que presidían Galdós y Unamuno, dejando clara su inclinación hacia el mundo anglosajón. Ya en 1915 despuntaron sus inquietudes políticas, pues participó activamente en la creación, junto a Ortega y Gasset, de la Liga de Educación Pública, que impulsan también destacados intelectuales de la época como Pérez de Ayala, Marañón, Pío Baroja, Fernando de los Ríos, Américo Castro y Salvador de Madariaga.
En 1927 obtiene el Premio Nacional de Literatura. En 1928 es elegido miembro de la Real Academia Españolay nunca llegó a pronunciar el discurso de ingreso, pese a la insistencia de Menéndez Pidal e incluso de sus amigos personales, ya que fue aplazando el asunto por otras preocupaciones de carácter más político.
En 1931, con José Ortega y Gasset y Gregorio Marañón, firma el manifiesto «Al servicio de la República», manifiesto antimonárquico que tuvo extraordinaria influencia sobre la opinión pública y valió a los tres el apelativo de «padres espirituales de la República». El Gobierno de la República le nombró director del Museo del Prado y en 1932, embajador en Londres, por su conocimiento de la cultura británica. Convirtió la embajada española en un importante centro de reuniones de personalidades, intelectuales, artistas y científicos, como H. G. Wells, Bernard Shaw, Aldous Huxley o Albert Einstein.
Sobre este periodo de su vida, figuran numerosas alusiones, más bien burlonas, en las Memorias de Manuel Azaña. Descontento con el rumbo político prerrevolucionario que imponía en España el Frente Popular, dimitió de su cargo en junio de 1936 y al iniciarse la guerra civil española se exilió a Francia. Dos hijos suyos se alistaron como voluntarios en el Ejército Nacional y Pérez de Ayala explicó y defendió su toma de posición en una «carta abierta» publicada el 10 de junio de 1938 en el diario londinense The Times.
Pérez de Ayala culpó de la Guerra Civil en gran medida a Manuel Azaña, contra quien arremete de forma furibunda, como lo muestra el siguiente fragmento de uno de sus escritos, en el que califica de «memorias ruines y afeminadas» a lo que escribió Azaña cuando fue detenido en Barcelona y encarcelado en un barco de guerra por estar presuntamente implicado en la Revolución de 1934, acusación que finalmente fue desestimada por el Tribunal Supremo:

Cuanto se diga de los desalmados mentecatos que engendraron y luego nutrieron a los pechos nuestra gran tragedia, todo me parecerá poco… Lo que nunca pude concebir es que hubiesen sido capaces de tanto crimen, cobardía y bajeza. Hago una excepción. Me figuré un tiempo que Azaña era de diferente textura y tejido más noble… En octubre del 34 tuve la primera premonición de lo que verdaderamente era Azaña. Leyendo luego sus memorias del barco de guerra —tan ruines y afeminadas— me confirmé. Cuando le vi y hablé siendo ya presidente de la República, me entró un escalofrío de terror al observar su espantosa degeneración mental, en el breve espacio de dos años, y adiviné que todo estaba perdido para España.
Palacios, Jesús. La España totalitaria, Planeta, 1999, pág. 83

 En una carta dirigida a Franco el 29 de junio de 1937, Pérez de Ayala le dice: "No he cesado un instante de estar sirviendo a usted"... "Hallándome por unos días de visita en Londres. desde cerca de un año he venido buscando la manera de hacer llegar a usted  directamente, lo primero, mi adhesión sincera, y después el ofrecimiento de mis humildes servicios" ("Las Cartas de Franco", de Jesús Palacios. La Esfera de los Libros. 2005).
Vivió sucesivamente en París y en Biarritz y más tarde en Buenos Aires, donde fue nombrado agregado honorario de la Embajada de España, puesto que solicita por sus dificultades económicas, aprovechando su pertenencia, aunque excedente, al cuerpo técnico del Ministerio de Instrucción. Regresó provisionalmente a España en 1949 para resolver algunos asuntos personales y consigue reiniciar sus colaboraciones con el diario ABC. Regresa después a la Argentina, donde trata habitualmente con españoles exiliados y emigrantes en el Círculo Español de Buenos Aires.
Diversos reveses familiares y sociales le sumieron en una aguda depresión. Cada vez más alejado de sus «muertos», los libros, colaboraba cada vez menos en los periódicos, donde su firma ya no era requerida con el apremio de antaño.

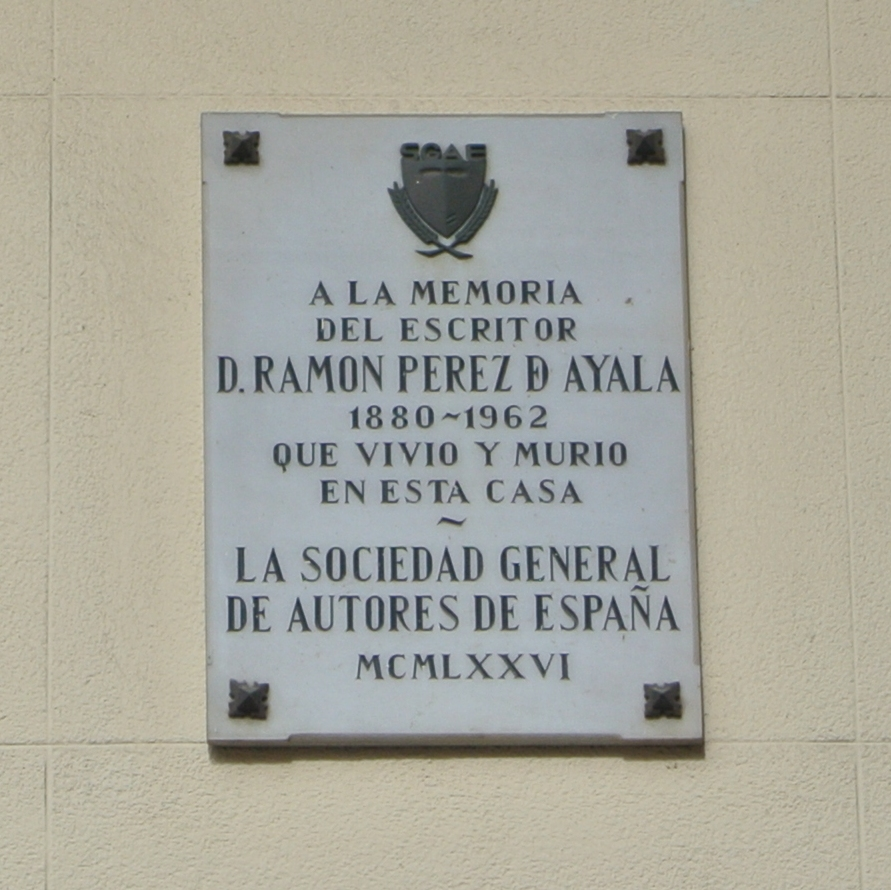
Placa en Madrid en el último domicilio de Ramón Pérez de Ayala. Calle Gabriel Lobo, 11.

La amputación de la pierna del menor de sus hijos, primero, y la muerte, después, del mayor, fueron los golpes de gracia que hicieron del suyo un verdadero «dolorido sentir» y lo que le decidió a volver a Madrid, en diciembre de 1954. Había pasado fuera de España veinte años. Sus libros en la España nacional no tenían libre circulación y los americanos estaban prohibidos. Tras varias visitas ocasionales, acabó regresando definitivamente a España en 1954 y desde entonces allí residió, publicando regularmente artículos sobre temas literarios en el diario ABC y estudiando a los clásicos griegos y romanos, una de sus pasiones de siempre. 
Su salud no era buena y durante ocho años apenas salió de su casa, salvo esporádicas visitas al cigarral que su amigo Gregorio Marañón tenía en Toledo. Se le gangrenaron las piernas, quedó impedido y gravemente enfermo y finalmente murió en Madrid en 1962, unos días antes de cumplir ochenta y dos años. Su féretro fue acompañado en profundo silencio por las calles de Madrid por muchos admiradores y amigos, siendo enterrado en el Cementrio de la Almudena. El Principado de Asturias puso años después su nombre a la biblioteca central de la región, Biblioteca de Asturias "Ramón Pérez de Ayala",  en la que se conservan su biblioteca personal, muy diezmada por las pérdidas de sus numerosos viajes, así como muchos de sus manuscritos y notas.

## Obra
Pérez de Ayala, a quien Julio Cejador consideraba más poeta que novelista, cultivó todos los géneros y destacó en todos ellos menos en el teatro, que intentó en 1905 al estrenar en Oviedo una obra escrita con Antonio de Hoyos y Vinent, la comedia Un alto en la vida errante; Sentimental club (patraña burlesca) es una antiutopía que, aunque se publicó, no pasó a las tablas. Hoyos adaptó al teatro su novela Tigre Juan en 1928.

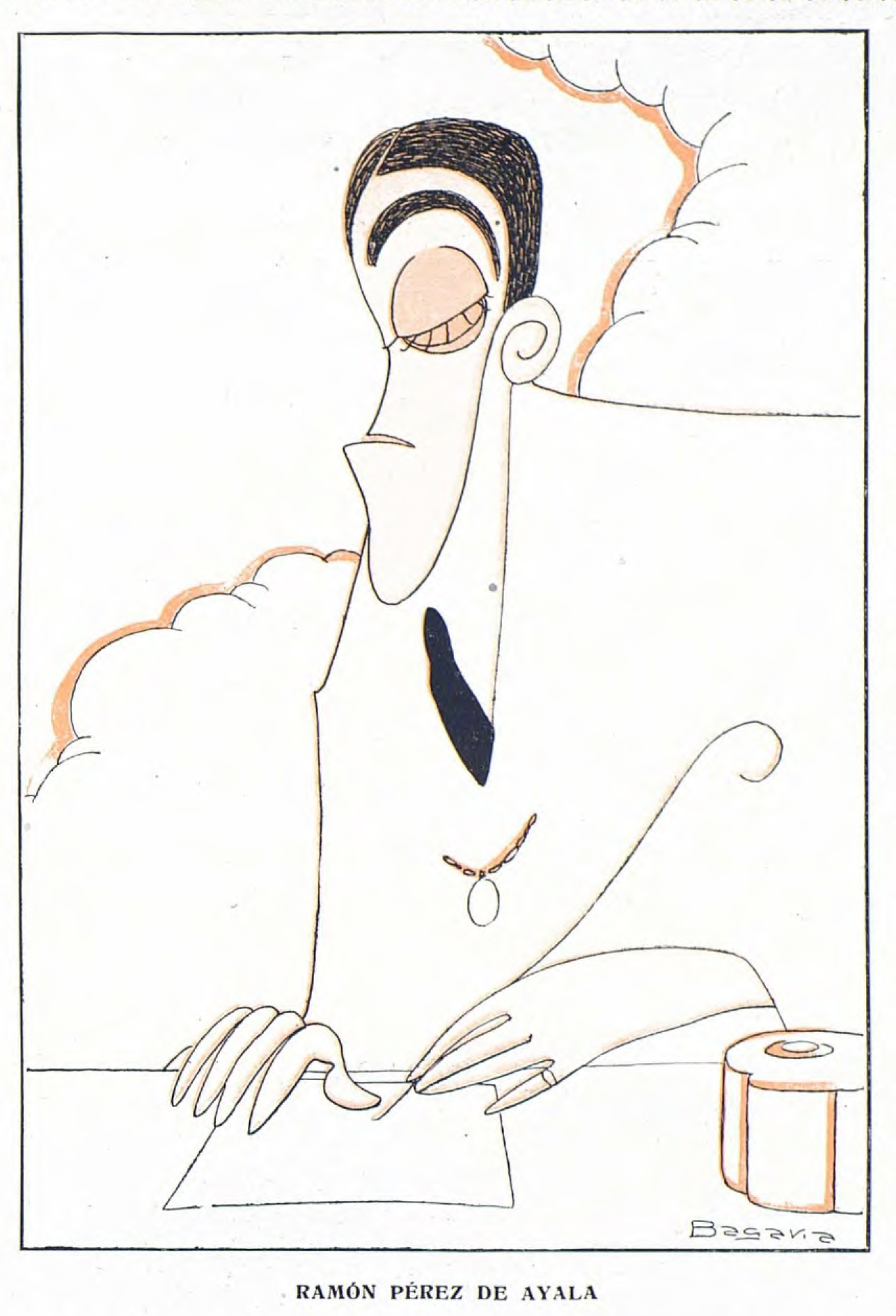
Caricaturizado por Bagaría en 1916

En la lírica se aprecia la inspiración simbolista y culturalista del modernismo; es poesía ideológica y conceptual, pero provista de emoción humana, y aún ha sido mal estudiada. Con Miguel de Unamuno es, pues, uno de los cultivadores de la poesía filosófica en esa época, pero no desdeña la sonoridad en el verso. Escribió tres libros de poemas, La paz del sendero (1904), cuyo título alude a la tierra, donde se percibe la huella del modernismo, un modernismo no grandilocuente ni de receta, de Gonzalo de Berceo y de Francis Jammes; es un libro intimista y horaciano, y no desdeña la musicalidad. El sendero innumerable (1915) es su segundo libro, cuyo título alude al mar. El sendero andante (1920), cuyo título alude al río, cierra su obra poética con una aproximación al pesimismo de la generación del 98, sin abandonar su tendencia modernista. Quedó por editar un cuarto libro que sería el verdadero cierre de la obra poética del autor, El sendero ardiente. En sus libros se evocan temas de la poesía áurea española; otros temas son la soberbia intelectual, que aparece en un poema sobre san Agustín; la ataraxia, la búsqueda de equilibrio y de paz, etc.
Destacó también en el ensayo, género en él dominante y que asoma también en su poesía lírica y su novela, muy intelectualizadas. Cultivó sobre todo la crítica teatral y la literaria. A la primera consagró los dos volúmenes de Las máscaras (1917-1919). Política y toros (1918) recoge sus artículos sobre ambos temas. 
En cuanto a su producción narrativa, los críticos suelen distinguir dos etapas en su actividad novelística.

En la primera, correspondiente a su época juvenil, aparece como un escritor realista con una visión pesimista de la vida, que se trasluce a través de una sutil ironía. Pertenecen a esta etapa una serie de novelas en parte autobiográficas (el protagonista de las novelas, Alberto Díaz de Guzmán, o Bertuco, es el alter ego del autor, que tomó el apellido de unos parientes suyos de Logroño con los que vivió unos meses) como Tinieblas en las cumbres (1907), historia cruda de libertinaje, publicada con el pseudónimo de Plotino Cuevas, que noveliza la historia real del viaje en tren desde Oviedo al puerto de los señoritos y las pupilas del más lujoso burdel de Oviedo, para ver un eclipse de Sol; también aparece la idea del artista desencantado con su educación castrante y burguesa que persigue una pureza regeneradora; la estética alterna naturalismo, decadentismo y modernismo; otro personaje de la novela reaparecerá después, la obrerita seducida, con un hijo y convertida en hetaira para poderlo mantener, Rosina; la obra termina con una apoteosis de nihilismo; La pata de la raposa (1911), segunda parte de la anterior, análisis del amor puro y sensual; A. M. D. G. (1910), obra de carácter antijesuítico que causó un cierto escándalo en su descripción de la vida de un colegio de internado administrado por jesuitas, del cual se escapa un chico, y donde algún sacerdote da rienda suelta a sus tendencias pedófilas; Troteras y danzaderas (1913), descripción de la vida bohemia de Madrid. En estas novelas se realizan algunos experimentos narrativos, como la alternancia de puntos de vista en contrapunto.

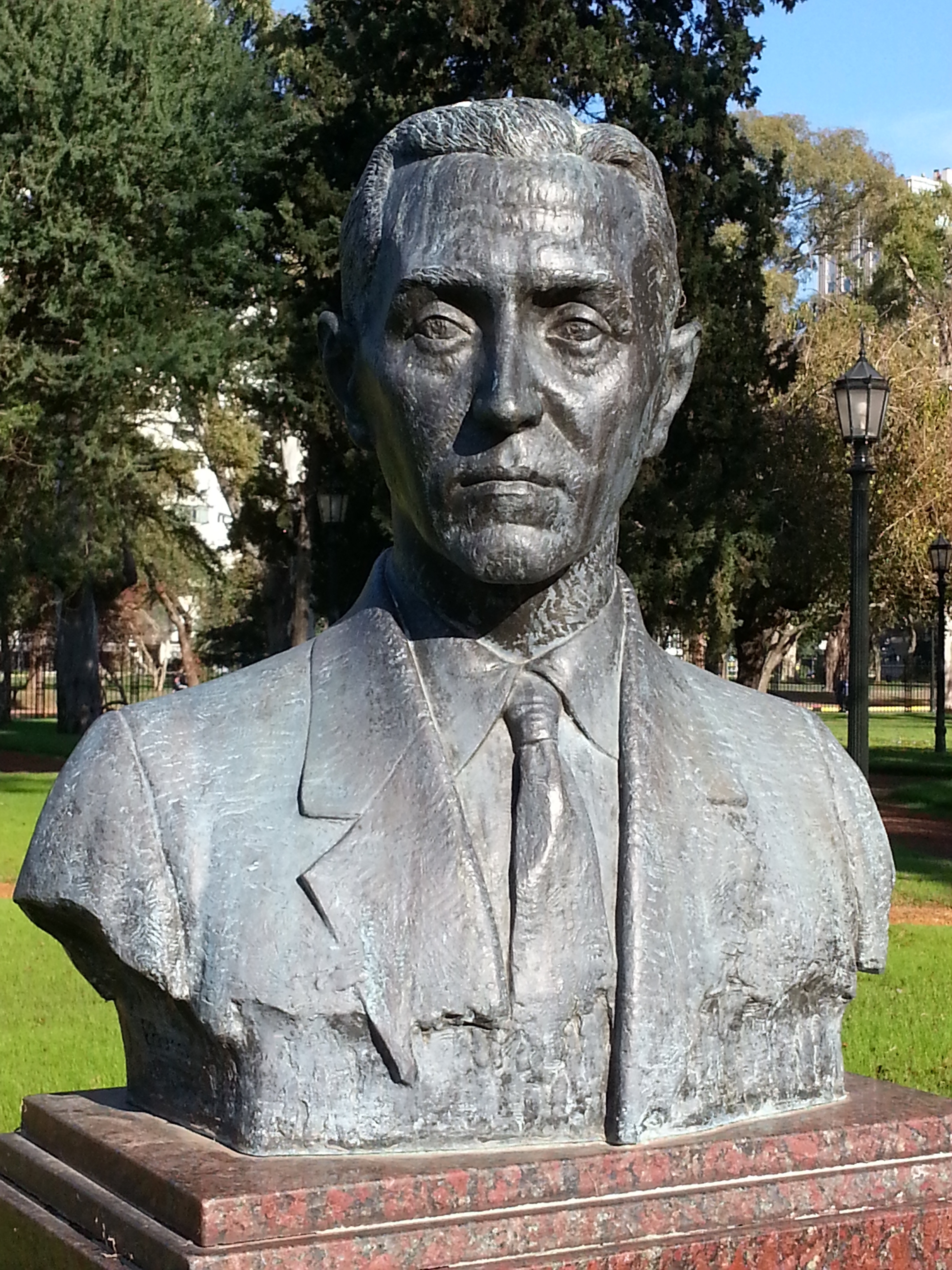
Busto de Ramón Pérez de Ayala. Paseo de los Poetas, El Rosedal, Buenos Aires.

De transición pueden considerarse las novelas cortas recogidas en Bajo el signo de Artemisa (1916), que son Prometeo, Luz de domingo, La caída de los limones y El ombligo del mundo, donde se encuentra una visión muy negra y sórdida de la brutalidad y violencia caciquista de la vida rural.
Con Belarmino y Apolonio (1921) empieza su segunda etapa, donde abandona el realismo en favor del simbolismo caricaturesco y el lenguaje se recarga con componentes ideológicos propios del ensayo. En ella analiza el tema de la duda trascendental en un alma profundamente religiosa. Pertenecen también a esta etapa Luna de miel, luna de hiel (1923) y su segunda parte, Los trabajos de Urbano y Simona (1923) recogidos luego en una sola obra con el título de la segunda. Se trata de la historia de dos jóvenes educados tan estrictamente que no saben qué es el sexo y se les concierta su casamiento; pero no hacen nada sexual y deciden llevarlos al campo para que en contacto con la naturaleza desarrollen sus instintos reprimidos. Hay puntos de contacto con otra novela de Miguel de Unamuno, Amor y pedagogía. Tigre Juan (1926) es considerada como la mejor novela de Pérez de Ayala, y refleja la evolución de un hombre extremadamente machista hacia una comprensión más humana mediante el torcedor de la infidelidad de su mujer. La segunda parte, El curandero de su honra, constituye un sutilísimo examen psicológico del machismo, que coloca a Pérez de Ayala en la cima de la narrativa psicológica en castellano.
El estilo de Ramón Pérez de Ayala se caracteriza por la ironía y el uso de un lenguaje muy refinado, donde abundan las alusiones, las citas encubiertas y la intertextualidad, por la abundancia de cultismos y helenismos y por el uso ocasional de las técnicas degradantes del esperpento. El perspectivismo y el contrapunto son técnicas que a veces utiliza, dividiendo incluso la página en dos columnas para contrastar puntos de vista. En su primera etapa reproduce de forma casi naturalista los sonidos.

### Lírica
- La paz del sendero,[8] Madrid, Tip. de la Revista de Archivos, 1904
- El sendero innumerable, Madrid, 1916
- El sendero andante (Momentos. Modos. Ditirambos. Doctrinal de vida y naturaleza: poemas), Madrid, Jiménez y Molina, 1921.

### Ensayo
- Hermann encadenado. Libro del espíritu y el arte italiano (1917)
- Las máscaras: ensayos de crítica teatral, Madrid, 1917 y 1919.
- Política y toros: ensayos, Madrid, Casa Editorial Calleja, 1918.
- El libro de Ruth (Ensayos en vivo), Madrid, 1928
- Divagaciones literarias, Madrid, Clemares- Biblioteca Nueva, 1958
- Principios y finales de la novela, Madrid, Taurus, 1958
- El país del futuro (Mis viajes a los Estados Unidos), Madrid, Clemares-Biblioteca Nueva, 1959
- Más divagaciones literarias, Madrid, Clemares-Biblioteca Nueva, 1960
- Fábulas y ciudades, Barcelona, Destino, 1961
- Pequeños ensayos, Madrid, Clemares-Biblioteca Nueva, 1963 (póstumo)
- Tributo a Inglaterra, Madrid, Aguilar, 1963 (póstumo)
- Tabla rasa, Madrid, Bullón, 1963 (póstumo).
- Nuestro Séneca y otros ensayos, Barcelona, Edhasa, 1966 (póstumo).
- Escritos políticos, presentación de Paulino Garagorri, Madrid, Alianza Editorial, 1967.
- Viaje entretenido al país del ocio (1975, publicación póstuma)
- Viajes. Crónicas e Impresiones. Ed. de Juan Pérez de Ayala, nieto del autor. Fundación Banco Santander, 2013. Textos reunidos de sus viajes a Inglaterra, Italia, Estados Unidos, Argentina, Perú, Chile y Bolivia entre 1907 y 1954.

### Narrativa

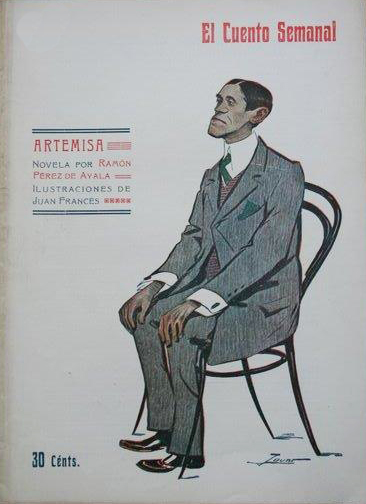
Artemisa, n.º 28 de El Cuento Semanal (1907). Ilustración de Tovar.

- Sonreía (1909, novela corta aparecida en Los Contemporáneos)
- Tinieblas en las cumbres, Madrid, 1907.
- A. M. D. G. (La vida en los colegios de jesuitas), Madrid, Imprenta Artística Española, 1910.
- La pata de la raposa, Madrid, Renacimiento, 1912.
- Troteras y danzaderas, Madrid, Renacimiento, 1913.
- Prometeo, Luz de domingo y La caída de los limones («novelas poemáticas de la vida española») (1916; novelas cortas)
- Belarmino y Apolonio: novela, Madrid, Jiménez y Molina, 1921.
- Luna de miel, luna de hiel y Los trabajos de Urbano y Simona, Madrid, Imprenta Helénica, 1923.
- Éxodo, Madrid, 1923.
- Bajo el signo de Artemisa (1924)
- El ombligo del mundo: novela, ilustraciones de Penagos, Madrid, Prensa Gráfica, 1922 [introd. de A. Prado, Madrid, Cátedra, 1998.
- Tigre Juan y El curandero de su honra, Madrid, Sucesores de Rivadeneyra, 1926, novela en dos volúmenes. Hay edición moderna  con introd. de M. A. Lozano Marco, Madrid, Espasa Calpe, 1990.
- El raposín, Madrid, Taurus, 1962

### Artículos
- Crónicas londinenses, ed., introd, bibl. y notas de A. Coletes Blanco, Murcia, Universidad, 1985.
- Artículos y ensayos en los semanarios España, Nuevo Mundo y La Esfera, pról. y recop. por F. Friera Suárez, Oviedo, Universidad, 1986.

### Epistolarios
- Cincuenta años de cartas íntimas (1904-1956) a su amigo Miguel Rodríguez-Acosta, ed. de Andrés Amorós, Madrid, Castalia, 1980.

### Autobiografía
- Amistades y recuerdos, Barcelona, 1961.

## Filmografía
En 2007 se estrenó una de las obras del escritor en la película Luz de domingo, dirigida por José Luis Garci.